# Rainow
Rainow is een civil parish in het bestuurlijke gebied Cheshire East, in het Engelse graafschap Cheshire met 1250 inwoners.